# سلفادور غونزاليس
سلفادور غونزاليس (بالإسبانية: Salvador González Anaya)‏ (و. 1879 – 1955 م) هو شاعر، وروائي، وكاتب إسباني، ولد في مالقة، كان عضوًا في الأكاديمية الملكية الإسبانية، توفي في مالقة، عن عمر يناهز 76 عاماً.

## مناصب
تولى منصب عمدة مالقة ‏ (1935–1935)
- عمدة مالقة  [لغات أخرى]‏ (1916–1918)

.